# Terra Celta
Terra Celta é uma banda brasileira de folk rock, fundada em 2005. O grupo faz música irlandesa e celta com letras em português (inicialmente em inglês), geralmente humorísticas, e costuma subir ao palco vestido à caráter, ou seja, com trajes típicos celtas. Além de tocar músicas irlandesas, eles também pesquisam sobre o assunto, frequentando shows e festivais de música celta na Europa.

## História
Todos os membros moram em Londrina, mas nem todos nasceram lá: Alexandre é de Astorga, Edgar vem de Limeira, Bruno vem de Jundiaí e Elcio vem de Sorocaba. Em 2005, Elcio (que também é clínico geral em um posto de saúde de Londrina) esteve em São Paulo e encontrou Ricardo (Rik) Dias, que já trabalhava com música celta. Na capital paulista, eles foram a um show da banda irlandesa The Murphy's Law e Elcio decidiu que iria montar uma banda similar. Quando voltou para Londrina, juntou-se a seu conhecido Alexandre, recrutaram mais músicos e formaram a banda, nesta época, ainda sem Bruno e Eduardo.
Começaram a fazer shows por casas em Londrina, que ficavam sempre lotadas. Chegaram os novos membros Bruno e Eduardo, e a banda começou a trabalhar músicas em português - a primeira foi "O Porco" (Rik Dias). No início, a banda tinha de comprar seus instrumentos no exterior ou então pedir que amigos os trouxessem de outros países; isso deixou de ser necessário uma vez que a banda os compra pela internet.
O primeiro álbum da banda, No Sintoma, possuía apenas regravações de músicas típicas instrumentais ou em língua inglesa. Já o segundo, lançado em 2010, trouxe composições próprias e em português. Chama-se Folkatrua, título que é um trocadilho ("Folk" + "falcatrua") baseado no fato de que a banda não toca exclusivamente música folk, apesar de muitos os rotularem como tal. Todas as faixas de ambos os álbuns estão disponíveis para download gratuito no site oficial da banda. Já Terra Celta, lançado em 2016, conta com algumas faixas de Folkatrua e outros singles. Em setembro de 2017 lançaram o single Gaia em homenagem à tragédia ambiental de Mariana (MG).
Em 2014, a banda tocou na sexta edição do Rock in Rio Lisboa e no ano seguinte, tocou no Rock in Rio Las Vegas.
Em 2018, a banda se apresentou no Odin's Krieger Fest nas edições de Curitiba, Porto Alegre e São Paulo, que contaram também com apresentações das bandas Faun e Metsatöll e outras nacionais como Confraria da Costa.
Em 16 de março de 2022, anunciaram a saída do multi-instrumentista Edgar Nakandakari.

## Integrantes

### Atuais
- Elcio Oliveira - vocal, violino, gaita de fole e nyckelharpa
- Eduardo Brancalion - guitarra, violão e bouzouki
- Bruno Guimarães - baixo
- Alexandre "Arrigo" Garcia - acordeão
- Luís Fernando Nascimento Sardo - bateria e percussão (de 2005 a 2017)
- Leonardo Cacione - bateria

### Ex-integrantes
- Edgar Nakandakari - banjo, bandolim, tin whistle, clarinete, gaita de fole e Hurdy Gurdy (2005–2022)

## Discografia

### Álbuns
- No Sintoma (2007)
- Folkatrua (2010)
- Terra Celta (2016)

### Singles
- "Ressaca" (2013)
- "Era uma Vez" (2013)
- "Nau dos Amores" (2013)
- "A Torre" (2015)
- "Um Outro Lugar" (2016)
- "Gaia" (2017)
- "Mulher Maravilha" (2019)
- "Terra Celta" (2019)